# 让-巴蒂斯特·哈切梅
让-巴蒂斯特·哈切梅（法語：Jean-Baptiste Hachème；1929年6月24日—1998年5月3日）是貝南軍官和政治家，並且在達荷美共和國時期極為活躍。1963年開始他以豐富的履歷開始政治生涯，並且成功平息了前總統于貝爾·馬加的支持者所引起的騷亂。之後他曾經在多個政府職位上任職，甚至曾經一度成為達荷美共和國實際掌權的統治者。